# Adhémar Jean Claude Barré de Saint-Venant

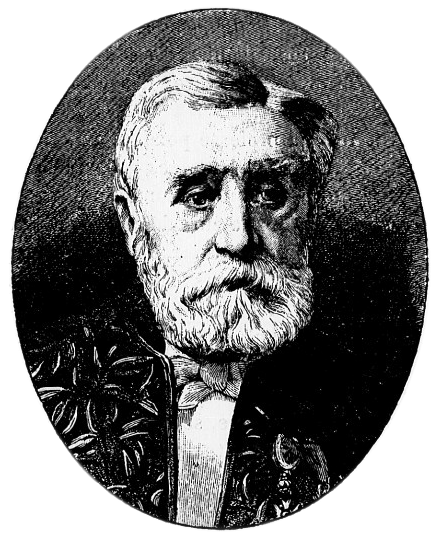
Adhémar Jean Claude Barré de Saint-Venant

Adhémar Jean Claude Barré de Saint-Venant (Villiers-en-Bière, Seine-et-Marne, 23 augustus 1797 - 6 januari 1886, Saint Ouen, Loir-et-Cher) was een Franse wis- en natuurkundige.
Saint-Venant studeerde aan de École nationale des ponts et chaussées in Parijs. Hij werkte hoofdzakelijk op het gebied van de mechanica, elasticiteit, hydrostatica en vloeistofmechanica. In 1843, twee jaar voordat Stokes dit deed, publiceerde Saint-Venant een correcte afleiding van de Navier-Stokes-vergelijkingen. Naar hem is het principe van St. Venant genoemd.